# Eremus decolyi
Eremus decolyi är en insektsart som beskrevs av Bolívar, I. 1900. Eremus decolyi ingår i släktet Eremus och familjen Gryllacrididae. Inga underarter finns listade i Catalogue of Life.